# 더 그랜드2
더 그랜드 2(The Grand2)는 독일의 스테인버그(Steinberg)사의 피아노 가상악기(VST)이다.

## 지원 기능
- 각종 다이나믹의 반응(String Release, Hammer Release, Sustein Resonance, Key Clicks, Pedal Sound)
- 마스터 튜닝(Master Tuning)
- 재생중인 음악의 건반 액션(Hammer Action)
- 프로그래밍 가능한 벨로시티 곡선(Velocity)
- 4개의 사운드 설정 기능(Natural, Soft, Bright, Hard)
- 콘서트 튜닝(Concert-tuning)
- Room의 울림 조절(Pan)
- 서라운드 리버브(Surround Reverb)
- 에코모드(Eco-mode) 지원

## 달라진 점
- 사실적인 사운드
- 다양한 MIDI 키보드와 호환 가능한 MIDI 기능
- 서스테인(Sustain)과 서스텐토 페달(Sostenuto Pedals)의 사실적인 표현
- 개별적인 벨로시티 설정 기능으로 자유로운 연주 스타일
- 색다른 사운드 캐릭터의 복잡한 바리에이션
- 어쿠스틱한 사운드의 자유로운 바리에이션
- 퍼포먼스의 최적화
- VST, DXi, AU 포맷 지원
- 스탠드얼론(Standalone) 지원